# Дру-Сен-Баль
Дру-Сен-Баль (фр. Droupt-Saint-Basle) — коммуна во Франции, находится в регионе Шампань — Арденны. Департамент — Об. Входит в состав кантона Мери-сюр-Сен. Округ коммуны — Ножан-сюр-Сен.
Код INSEE коммуны — 10131.
Коммуна расположена приблизительно в 125 км к востоку от Парижа, в 65 км юго-западнее Шалон-ан-Шампани, в 23 км к северо-западу от Труа.

## Население
Население коммуны на 2008 год составляло 306 человек.
| 1962 | 1968 | 1975 | 1982 | 1990 | 1999 | 2008 |
| ---- | ---- | ---- | ---- | ---- | ---- | ---- |
| 249  | 258  | 219  | 247  | 288  | 290  | 306  |

## Администрация
| Период | Период | Фамилия         | Партия | Примечания |
| ------ | ------ | --------------- | ------ | ---------- |
| 2001   | 2008   | Жак Гио         |        |            |
| 2008   |        | Доминик Винклер |        |            |

## Экономика
В 2007 году среди 213 человек в трудоспособном возрасте (15—64 лет) 169 были экономически активными, 44 — неактивными (показатель активности — 79,3 %, в 1999 году было 76,8 %). Из 169 активных работали 158 человек (89 мужчин и 69 женщин), безработных было 11 (3 мужчины и 8 женщин). Среди 44 неактивных 9 человек были учениками или студентами, 22 — пенсионерами, 13 были неактивными по другим причинам.

## Достопримечательности
- Замок Дру-Сен-Баль[фр.] (XVI век). Памятник истории с 1987 года[3]
- Церковь XII века. Памятник истории с 1986 года[4]